# Рыбакова, Галина Сергеевна
Гали́на Серге́евна Рыбако́ва (27 ноября 1938, Йошкар-Ола, Марийская АССР, РСФСР, СССР ― 6 июля 2019, Йошкар-Ола, Марий Эл, Россия) ― советский и российский государственный деятель и деятель здравоохранения. Депутат Верховного Совета СССР 11-го созыва (1984―1989). Заслуженный врач Марийской АССР (1980).

## Биография
Родилась 27 ноября 1938 года в городе Йошкар-Оле ― столице Марийской АССР.
В 1966 году окончила лечебно-профилактический факультет Горьковского медицинского института. 
По окончании института вернулась в родной город: в 1966―2009 годах участковый врач ― терапевт поликлиники № 3 г. Йошкар-Олы.
В 1984―1989 годах избиралась депутатом Верховного Совета СССР 11-го созыва.
За заслуги в области здравоохранения в 1980 году ей присвоено почётное звание «Заслуженный врач Марийской АССР». Награждена медалями и почётными грамотами.
Скончалась 6 июля 2019 года в Йошкар-Оле. 

## Звания и награды
- Заслуженный врач Марийской АССР (1980)[1]
- Медаль «За доблестный труд. В ознаменование 100-летия со дня рождения Владимира Ильича Ленина» (1970)[1]
- Медаль «Ветеран труда» (1984)[1]
- Почётная грамота Республики Марий Эл (1993)[1]

## Память
Фотодокументальные материалы из личного архива Г. С. Рыбаковой хранятся в Российском государственном архиве кинофотодокументов и Национальном музее Республики Марий Эл имени Т. Евсеева. 